# Séfer ha-Kabalá
Séfer ha-Kabalá (en hebreo: ספר הקבלה) (en español: "Libro de la tradición") es un libro escrito por el Rabino Abraham ibn Daud entre los años 1160-1161. El libro es la respuesta a los ataques de los judíos caraítas contra la legitimidad histórica del judaísmo rabínico, y contiene, entre otros temas, la controvertida historia del secuestro por parte de unos piratas de cuatro grandes rabinos y eruditos de las academias talmúdicas de Babilonia, cuyo rescate posterior por parte de las comunidades judías del Mediterráneo es una muestra de la legitimidad académica del judaísmo rabínico y de los centros rabínicos del Norte de África y España. En esa época el término Cábala simplemente significaba tradición. Todavía no había asumido las connotaciones esotéricas por las cuales es conocida actualmente.[cita requerida]

## Influencia
Aunque el Sefer ha-Kabalá había tenido una influencia autoritativa enorme en la historia de la judería española, los eruditos modernos ya no la consideran como una historia objetiva. Aun así, es una valiosa fuente de información sobre la vida y el pensamiento de la España del siglo XII.[cita requerida]